# Manuel de Gusmão de Mascarenhas Gaivão
Manuel de Gusmão de Mascarenhas Gaivão OSE (1 de Março de 1901 — 9 de Outubro de 1971) foi um magistrado e administrador colonial português, que, entre outras funções, foi Governador-geral de Angola.

## Biografia
Filho de Manuel Mouzinho de Albuquerque de Mascarenhas Gaivão (Lagoa, Estômbar, 3 de Fevereiro de 1869 - Coimbra, Casa dos Grilos, 12 de Abril de 1911) e de sua mulher (Coimbra, São Martinho da Árvore, 14 de Janeiro de 1893) Maria de Gusmão (Figueira da Foz, São Julião da Figueira da Foz, 27 de Setembro de 1872 - ?), sobrinha-bisneta do 1.º Visconde de Gouveia, pai do 2.º Visconde de Gouveia, 1.º Conde de Gouveia e 1.º Marquês de Gouveia.
Licenciado em Direito pela Faculdade de Direito da Universidade de Coimbra, foi delegado do Procurador da República nas comarcas da ilha das Flores e da ilha do Pico, de Condeixa-a-Nova, de Cabo Delgado, Beira e Macau.
Foi delegado do governo de Macau junto da delegação portuguesa à Comissão Central Permanente e à Comissão Consultiva do Ópio da Sociedade das Nações.
Foi Juiz de Direito em Cabo Delgado e Quelimane, delegado do Procurador da República junto ao Tribunal da Relação de Luanda, encarregado do governo-geral de Angola (1955-1956), Juiz Desembargador e presidente (1959) do Tribunal da Relação de Angola, vogal do Conselho Ultramarino (1960).
Foi feito Oficial da Ordem Militar de Sant'Iago da Espada de Portugal a 9 de Outubro de 1954, Comendador da Ordem de São Gregório Magno do Vaticano ou da Santa Sé e Comendador da Ordem de Isabel a Católica de Espanha, estas em datas desconhecidas. Era Senhor da Casa de São Martinho de Árvore, no Concelho de Coimbra.
Casou com Maria Perfeito de Magalhães e Menezes de Vilas-Boas (10 de Agosto de 1908 - ?), filha do 3.º Conde de Alvelos, em Amarante, na Casa da Faia, a 10 de Setembro/Outubro de 1938. O casal teve quatro filhos e filhas: Manuel Mouzinho de Albuquerque de Mascarenhas Gaivão, Francisco Perfeito de Magalhães e Menezes de Mascarenhas Gaivão, Maria do Carmo de Gusmão Magalhães de Mascarenhas Gaivão e Luís Mouzinho de Magalhães e Menezes de Mascarenhas Gaivão.